# Mosquée Saraç
La Mosquée Saraç (en albanais : Xhamia e Saraçëve ; en serbe cyrillique : Сарач џамија ; en serbe latin : Sarač džamija), également connue sous le nom de mosquée de Kukli Mehmed Bey (Xhamia e Kukli Mehmed Beut), est une mosquée ottomane située dans la ville de Prizren, au Kosovo. Elle a été construite au XVIe siècle. Elle est inscrite sur la liste des monuments culturels du Kosovo.

## Présentation

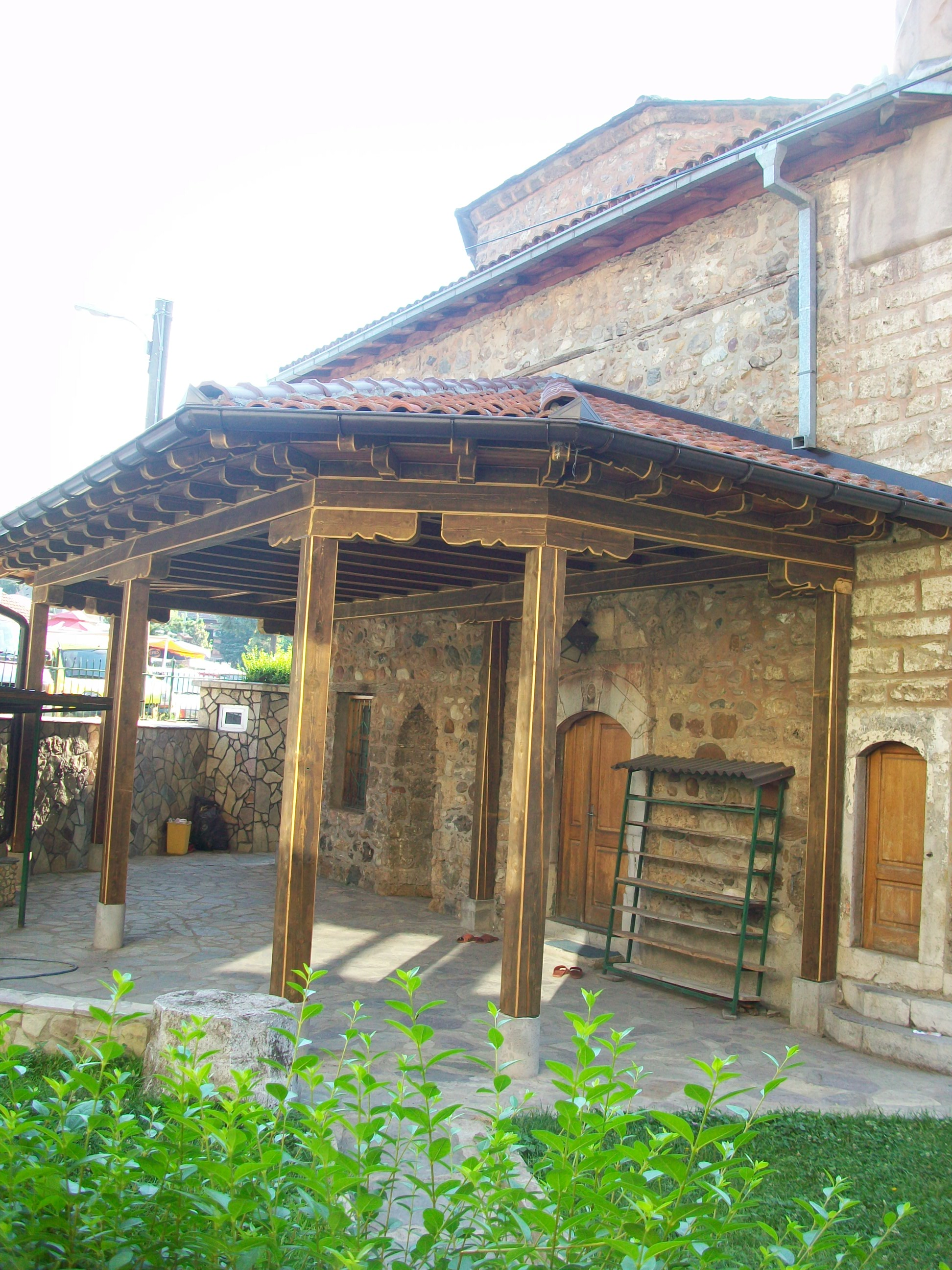
La porche de la mosquée

La mosquée Saraç est située dans l'ancien quartier des tanneurs, à proximité de la tekke Halveti et du hammam de Gazi Mehmed Pacha. Construite en 1531 grâce à une donation de Kukli Mehmed Bey, elle constitue l'une des plus anciennes mosquées de la ville.
L'édifice, construit en pierres, est de forme carrée et est enduit de chaux ; il mesure 9 mètres sur 9. La structure est surmontée d'un tambour octogonal qui, à l'intérieur, soutient une coupole.
Dans les années 1960 à 1990, la mosquée a connu toutes sortes de vicissitudes, notamment à cause de l'élargissement de la route qui la bordait. Entre 2003 et 2007, des travaux de restauration y ont été conduits, le plus souvent par des bénévoles, et, 2009, à la suite de travaux d'électricité, l'intérieur a été endommagé par un incendie.

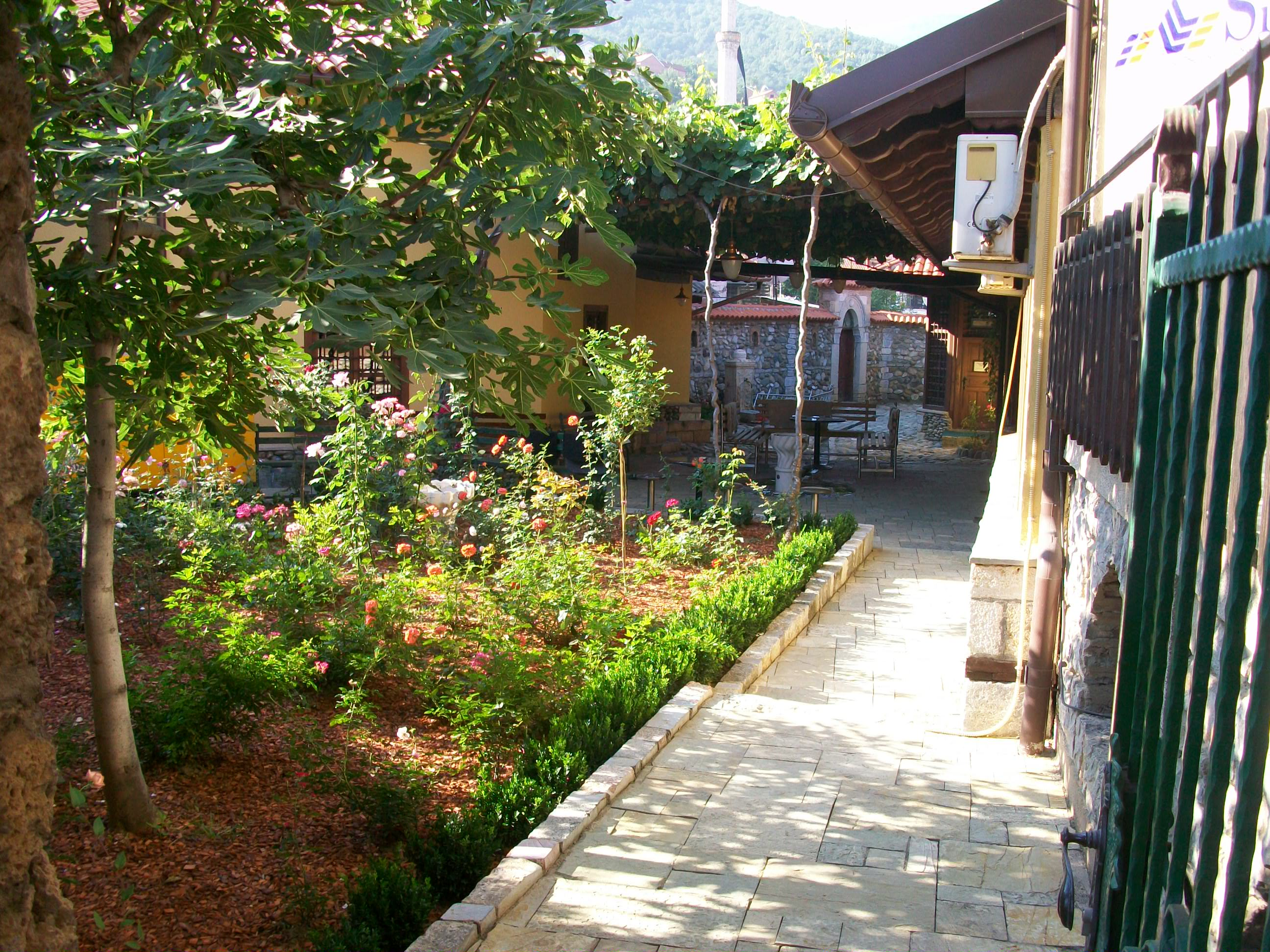
La cour de la mosquée